# Nannocyrtopogon timberlakei
Nannocyrtopogon timberlakei là một loài ruồi trong họ Asilidae. Nannocyrtopogon timberlakei được Wilcox & Martin miêu tả năm 1957. Loài này phân bố ở vùng Tân Bắc giới.